# ヨーロッパアカマツ
ヨーロッパアカマツ（学名: Pinus sylvestris）は、マツ科マツ属の針葉樹で、ユーラシア大陸に広く分布する二葉松の1種である。和名ではセイヨウアカマツ、オウシュウアカマツともよばれる。形態は日本のアカマツによく似ている。木材としてはレッドパイン、ノルウェーパイン、スコッチパイン、リガパインなどと呼称される。

## 名称
和名では、ヨーロッパアカマツやオウシュウアカマツ（欧州赤松）、あるいはセイヨウアカマツ（西洋赤松）と呼ばれる。中国名は歐洲赤松。
"Pine"（パイン、マツ）という英単語は、ラテン語のピヌス ("pinus") に由来するフランス語のパン ("pin") が語源である。18世紀以前は、この木はデンマーク語の "fyr" に由来する "Scots Fir" や "Scotch Fir" として知られていた。しかし "Fir" という言葉は現代英語ではモミ属の木に限定して用いられている。
その他 "Riga Pine" （リガパイン）および "Norway Pine" （ノルウェイパイン）といった名で呼ばれることがあり、変種 var. mongolica は "Mongolian Pine" （モンゴルマツ、樟子松）と呼ばれることがある。"Scotch Pine"（スコッチパイン）は名前のバリエーションの1つで、主に北アメリカで使われる。

## 分布と生育環境
中・北ヨーロッパ原産で、環境適応能力が高いため急速に広がった。西はヨーロッパのイギリス、スペインから、東方はアジアの東シベリアから中国東北部、南はコーカサス山脈や小アジア、北はラップランドにかけて極めて広く分布する。北方では標高0メートル (m) から1000 m程度に、南方では1200 mから2600 m程度の高地に分布する。
生育環境も多様で、乾燥した岩場でも育ち、水浸しの湿原にも強い性質を持つ。ノルウェーやイギリスでは、ミズゴケ湿原に生えている個体も見られる。

## 形態

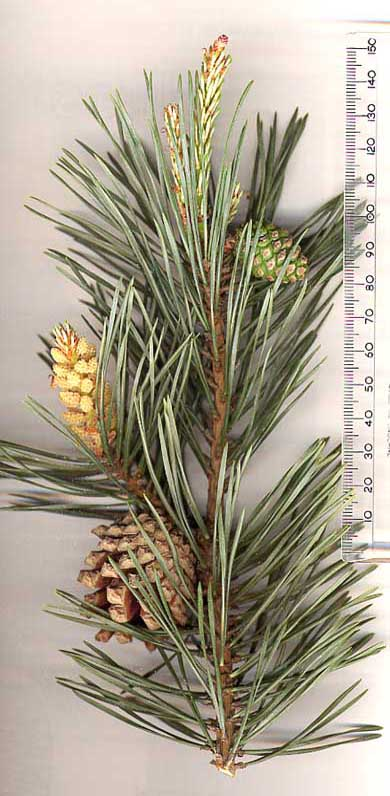
新芽と0年、1年、2年目の松かさ及び雄球花

常緑針葉樹で通常、高さ25メートル (m) 、幹の直径は1 m程度にまで育つが、高さ35 - 45 m、幹の直径1.7 mに達するものもある（エストニアでは46 mの高さの樹齢220年の木も見つかっている）。樹形はすらりとして背は高いが、25 mを超えることは稀である。成木が密集する地域では、真直ぐで長い幹の上に丸い、または平らな形の大きな樹冠が乗っている特徴的な樹形をしている。樹皮は、幹の近くでは濃い灰色から茶色で厚いのに対して、梢の近くや枝ではオレンジに近い色で薄い。平均寿命は150－300年であるが、スウェーデンにある最古の木は樹齢700年を超えている。
芽は薄い茶色で、螺旋状の鱗のような模様がある。成木の葉(針葉)は青緑色で粉に覆われ、冬にはしばしば暗い緑あるいは黄緑になる。長さは2.5 - 5センチメートル (cm) 、太さは1 - 2ミリメートル (mm) で2本ずつ束になり、基部は永続性で5 - 10 mmの灰色の葉鞘に覆われる。成長盛りの若い木では2倍程の長さの葉が3、4枚ずつ束になっていることもある。葉の寿命は、暖かい気候では2 - 4年だが亜寒帯では9年程度に達する。発芽後１年までの実生は初生葉をつけ、これは単独（2本組になっていない）で長さ2 - 3 cmで扁平であり、鋸歯を持つ。
松かさは受粉期には赤く、後に4 - 8 mmの大きさの薄い茶色の球形になる。2年目以降は3 - 7.5 cmの円錐形になり、色は緑から灰色がかった緑、黄色がかった茶色に変わっていく。松かさにはピラミッド型の突起があり、突起の先端には棘がある。種子は黒く、3 - 5 mmの大きさで、12 - 20 mmの薄茶色の羽根がついている。受粉から22 - 24か月後には松かさが開き、種子が飛び出す。雄球花は8 - 12 mmの黄色で、春の初めから中頃に花粉が放出される。

### アカマツとの相違点
ヨーロッパアカマツは、日本のアカマツ（学名: Pinus densiflora）によく似ていて、幹肌も同じように赤い色をしている。樹形は、若木のときはヨーロッパアカマツのほうがスリムに見えるが、成木ではほとんど見分けがつかないほどである。葉も似ているが、ヨーロッパアカマツのほうが少しねじれている。毬果（松ぼっくり）はアカマツが楕円形であるのに対して、ヨーロッパアカマツのほうがやや尖っている。
アカマツは陽樹で、遷移の最初のほうに出てくる先駆植物であるが、ヨーロッパアカマツの場合では、そうした明るい場所にも生えるうえ、かなり暗い場所でも生育できる。

## 生態と保全

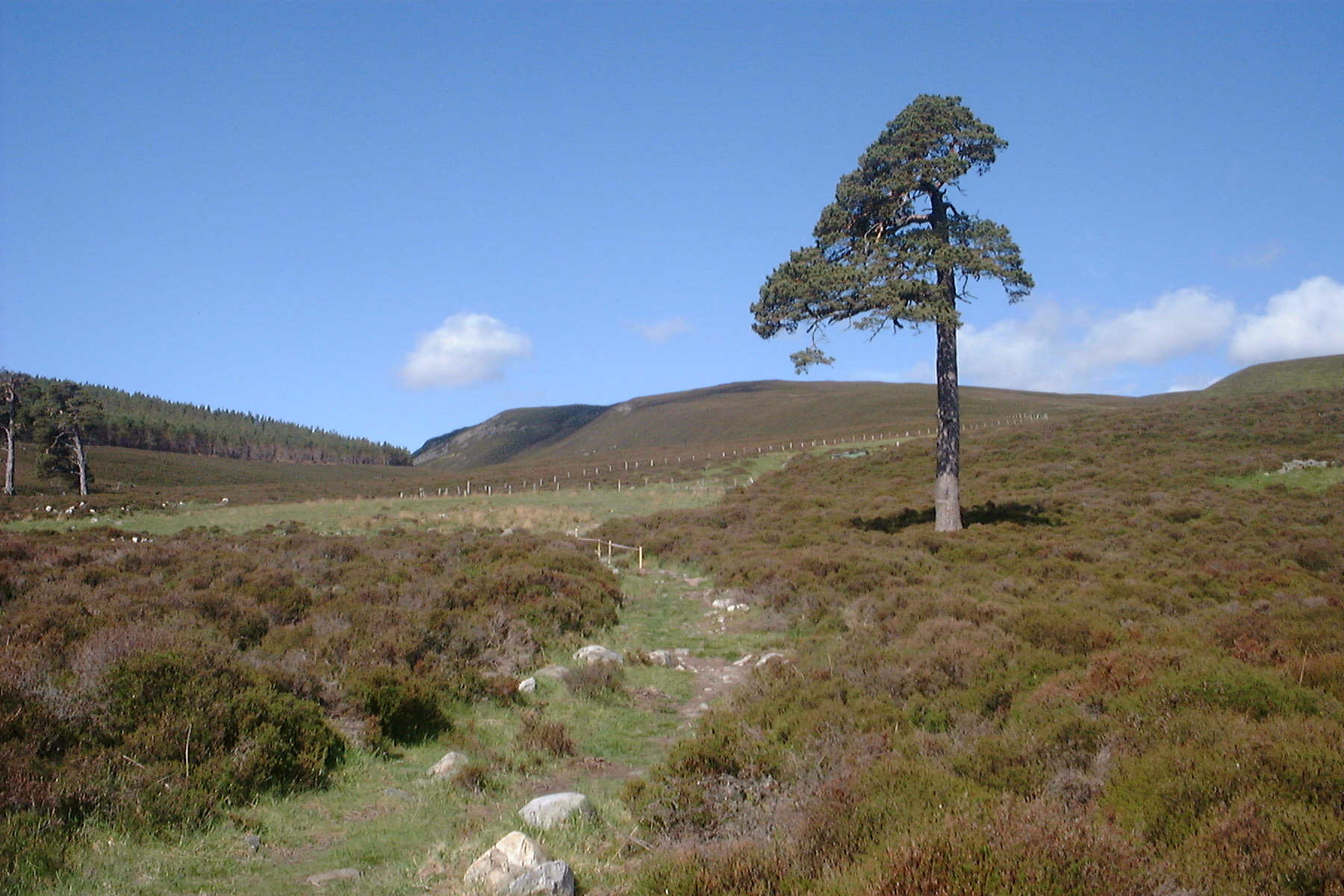
スコットランドのかつての森で、一本だけ残ったヨーロッパアカマツ

ヨーロッパアカマツは北ヨーロッパに自生する唯一のマツで、単相林か、もしくはオウシュウトウヒ、ヨーロッパシラカバ、セイヨウナナカマド、ヨーロッパヤマナラシなどの広葉樹と複相林を作る。さらに中央から南ヨーロッパでは他のマツと一緒に生えることもある。
ブリテン諸島では現在はスコットランドのみで自生するが、300 - 400年前にはアイルランド、ウェールズ、イングランドにも自生した。これらは過剰な開発のために絶滅したが、人工的な再導入が進められている。同様の絶滅から再導入の歴史は、デンマークやオランダでも見られる。
ヨーロッパアカマツはスコットランドの国木となっており、かつてはスコットランドの高地はほぼこの木で占められていた。しかし過伐採、山火事、ヒツジやアカシカの過放牧によって個体群が減少し、現在ではごく狭い地域（最盛期の150万haの1%にあたる17000ha）だけが残っている。いくつかの地域で自生地の復元計画が立てられ、実行に移されている。

## 分類

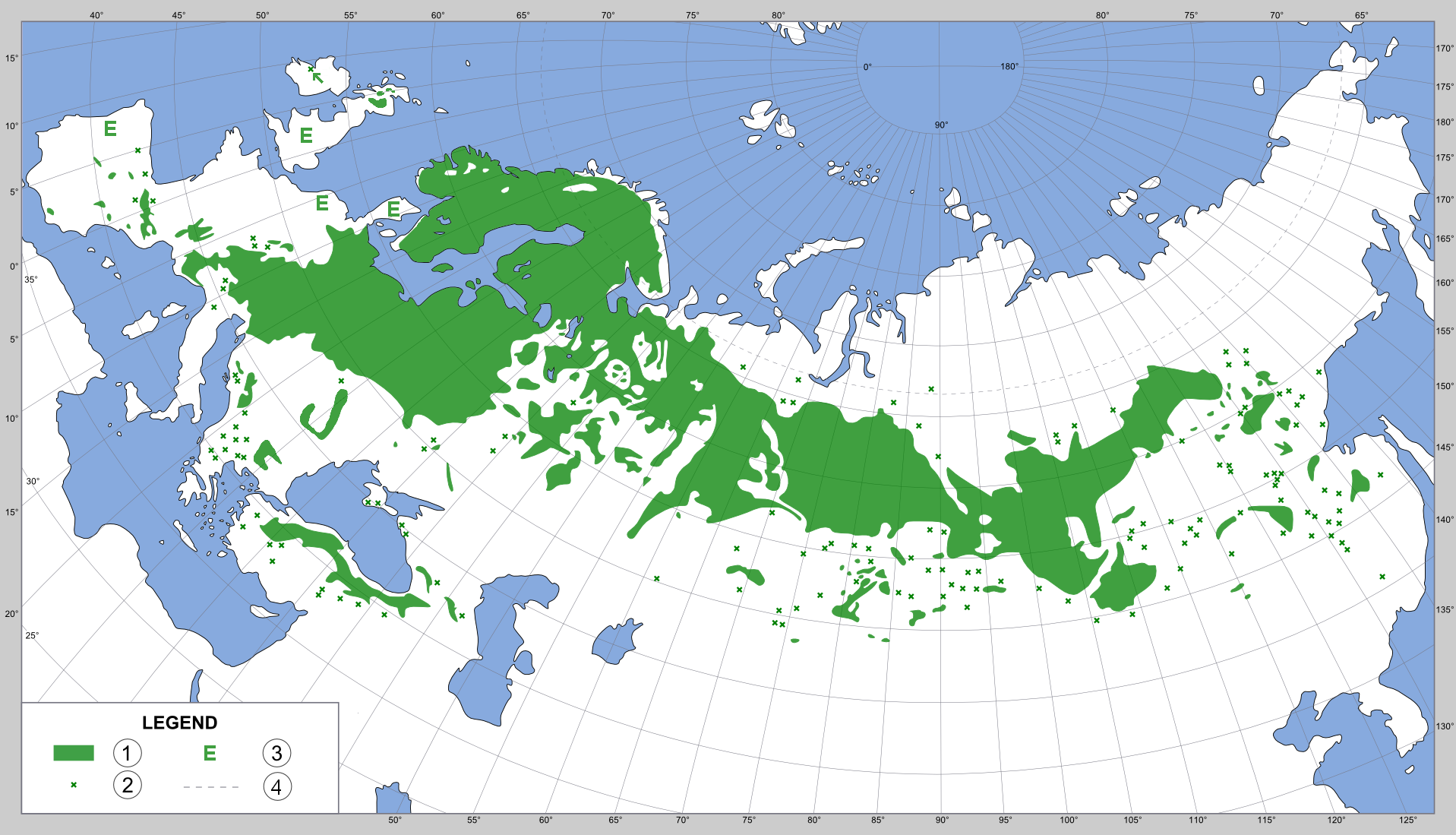
ヨーロッパアカマツの分布

かつては100種以上の変種が記載されたが、現在認められているのは3、4種類だけである。これらは形態的にはあまり違わないが、遺伝子や松脂の組成の面で違いがある。スコットランド西部のヨーロッパアカマツは、遺伝的に他の北ヨーロッパやスコットランドの他の場所のものとは異なっているが、別種とはされていない。また極北のものはかつて ver. lapponica という変種に分類されたが、遺伝的には違いがない。
P. sylvestris var. sylvestris
基本変種。スコットランドからスペイン、中央シベリアに分布。上記参照。
P. sylvestris var. hamata Steven.
バルカン半島、北トルコ、コーカサス地方に分布。葉の色は年中変わらず、松かさの突起が多い。
P. sylvestris var. mongolica Litv.
モンゴルから、隣接するシベリア南部、中国北西部に分布。葉は鈍い緑色で12cmに達する。
P. sylvestris var. nevadensis D.H.Christ.
スペインのシエラネバダ山脈などに分布。

## 栽培と利用

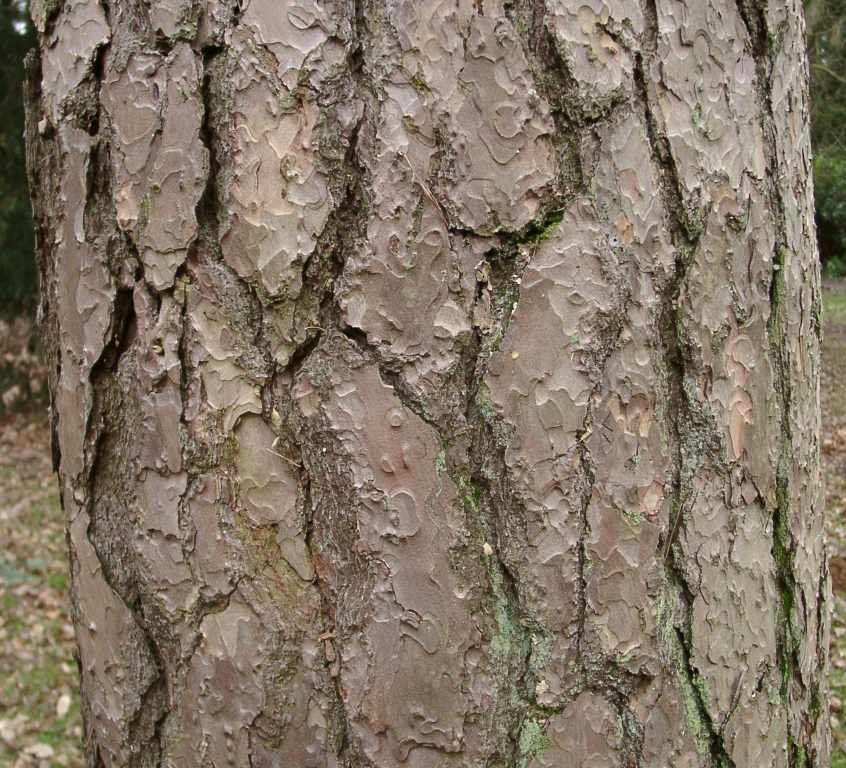
成木の樹皮

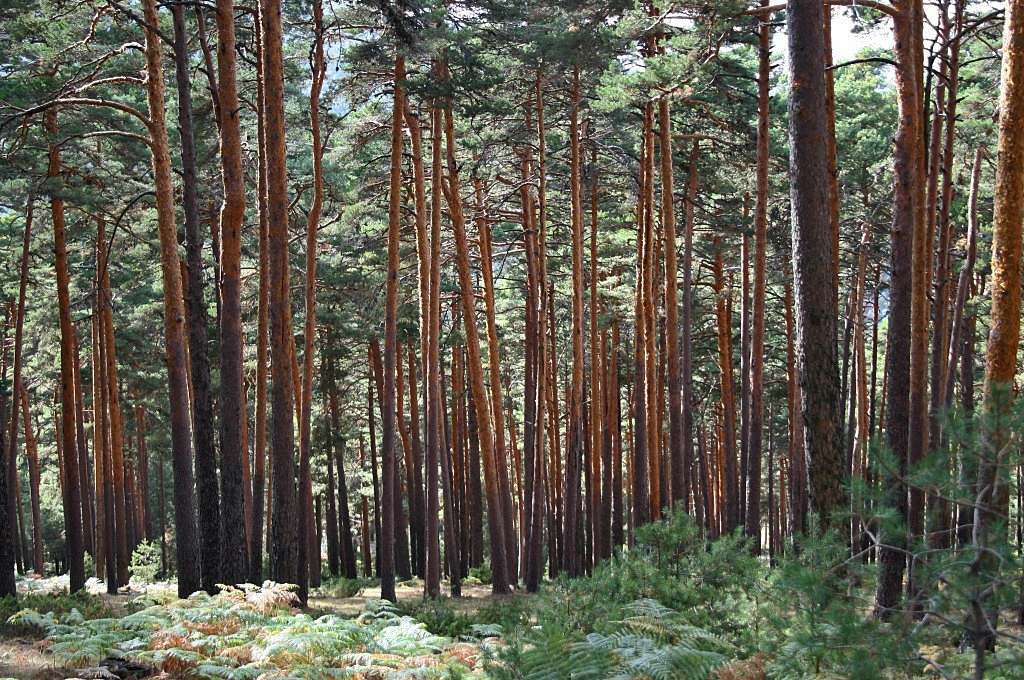
スペインの森林

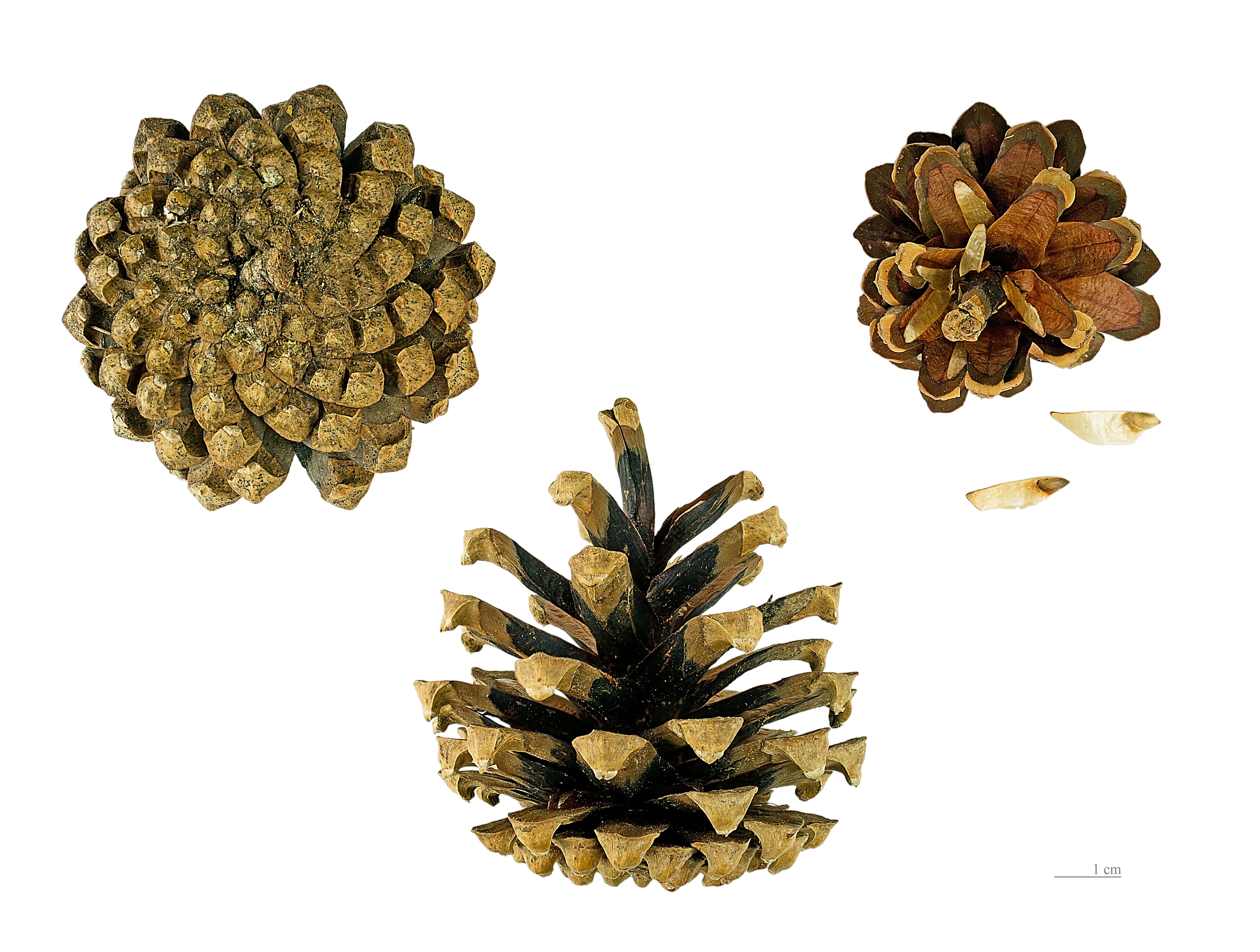

アカマツはあまり用材にはしないが、ヨーロッパアカマツのほうは林業にとって重要な木であり、パルプや用材に用いられる。苗木は植林、播種、天然更新などによる。商業的な植林は50 - 120年の周期で行われ、北方ほど成長が遅いため周期は長くなる。フィンランドでは、産業革命以前にはヨーロッパアカマツからタールが作られていた。現在でも若干のタール製造業者が残っている。
建築用材にも使われ、密度は約470kg/m3、開放気孔率は60%、繊維飽和点は0.25 kg/kg、飽和含水量は1.60 kg/kgである。
ヨーロッパアカマツはまた、ニュージーランドや北アメリカでも大規模に植林され、カナダのオンタリオ州やアメリカ合衆国のウィスコンシン州などでは外来種のリストに載っている。アメリカ合衆国ではクリスマスツリーの木として広く用いられ、1950年代から1980年代までは最もポピュラーなクリスマスツリーだった。現在でも盛んに用いられているが、その主役の座をダグラスファーやフレーザーファー等に譲りつつある。北アメリカの東部では気候や土壌、また伝染病などの関係でよく育たない。日本でも、場所や土質を選ばないことや生長が早い特性を買われて、かなり植えられている。